# لی سانگ-وو (ورزشکار)
لی سانگ-وو (کره‌ای: 이상우؛ زادهٔ ۱ آوریل ۱۹۴۳) قایقران روئینگ اهل کره جنوبی است. او در رقابت‌های هشت نفرهٔ مرد در بازی‌های المپیک تابستانی ۱۹۶۴ شرکت کرد.